# Luis Blanco Barrero
Luis Blanco Barrero (Barcelona, España, 2 de septiembre de 1960) es un ex baloncestista español que medía 1.92 cm y cuya posición en la cancha era la de alero. 

## Trayectoria
- Cantera Colegio La Salle Bonanova.
- 1980-1982 La Salle Bonanova Barcelona
- 1982-1983 Club Baloncesto Zaragoza
- 1983-1984 Español
- 1984-1988 Bàsquet Manresa
- 1988-1991 Caja Ronda
- 1991-1992 Montehuelva
- 1992-1993  C.B. Santfeliuenc